# Зміячка пурпурова
Podospermum purpureum (зміячка пурпурова, зміячка червона або скорзонера пурпурова як Scorzonera purpurea) — вид рослин з родини айстрових (Asteraceae), поширений у Європі й на схід до центрального Сибіру й західних Гімалаїв.

## Опис
Багаторічна трав'яниста рослина 30–75 см заввишки. Стебло з 1 або 2–5 кошиками. Листки жолобчасті, вузько лінійні, 3–5 мм шириною, зазвичай вздовж складені. Кошики до 25 мм довжиною. Обгортка 15–20 мм довжиною. Квітки світло-пурпурові або фіолетово-рожеві, з запахом ванілі. Сім'янки до 12 мм довжиною, голі.

## Поширення
Поширений у Європі й на схід до центрального Сибіру й західних Гімалаїв.
В Україні вид зростає на сухих луках і лісових галявинах у світлих лісах — У Розточчі-Опіллі (Львівська область, Золочівський район, село Гологори), на Поліссі, в Лісостепу і Степу (північна частина).

## Галерея

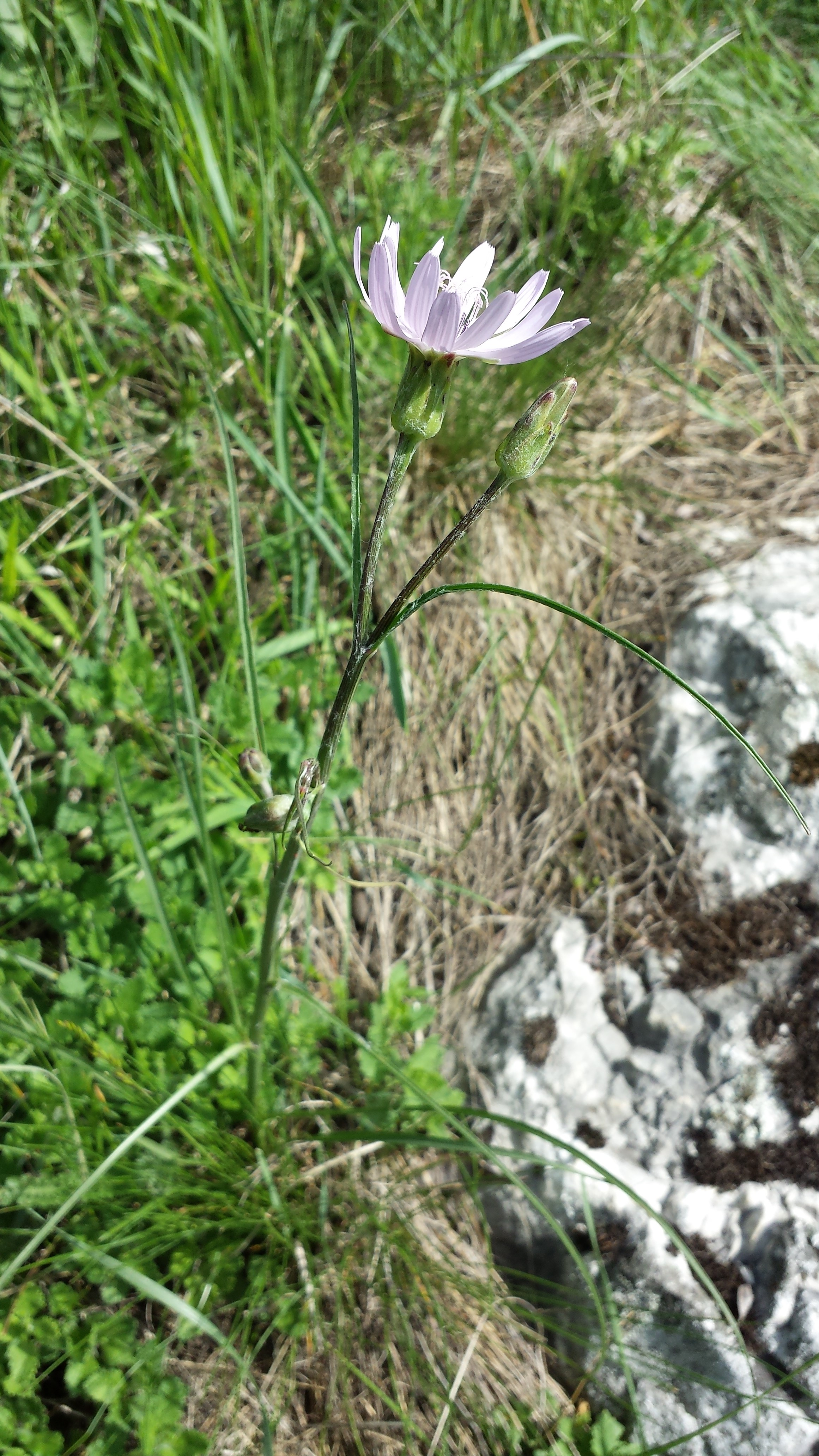
рослина
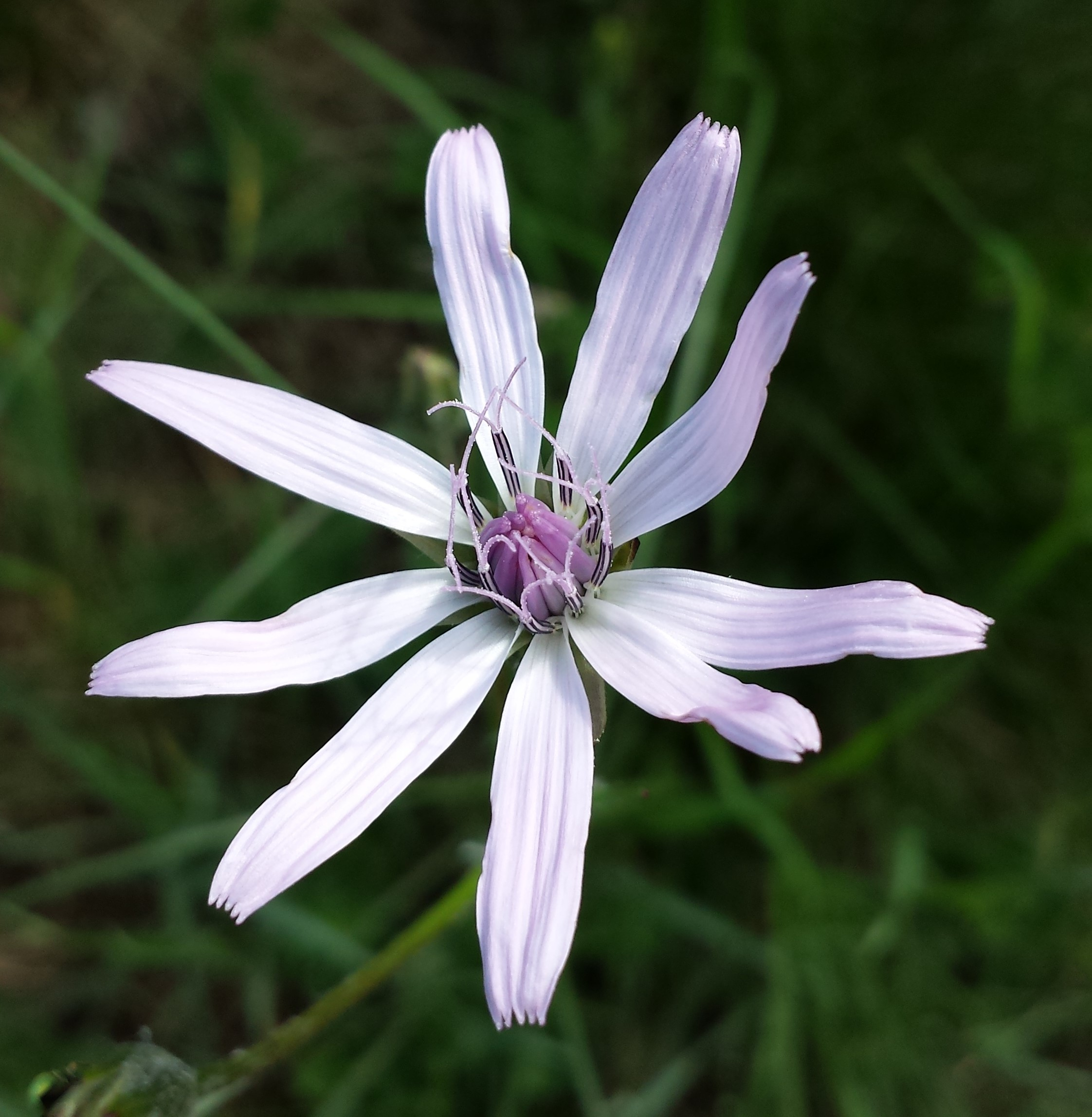
квітка
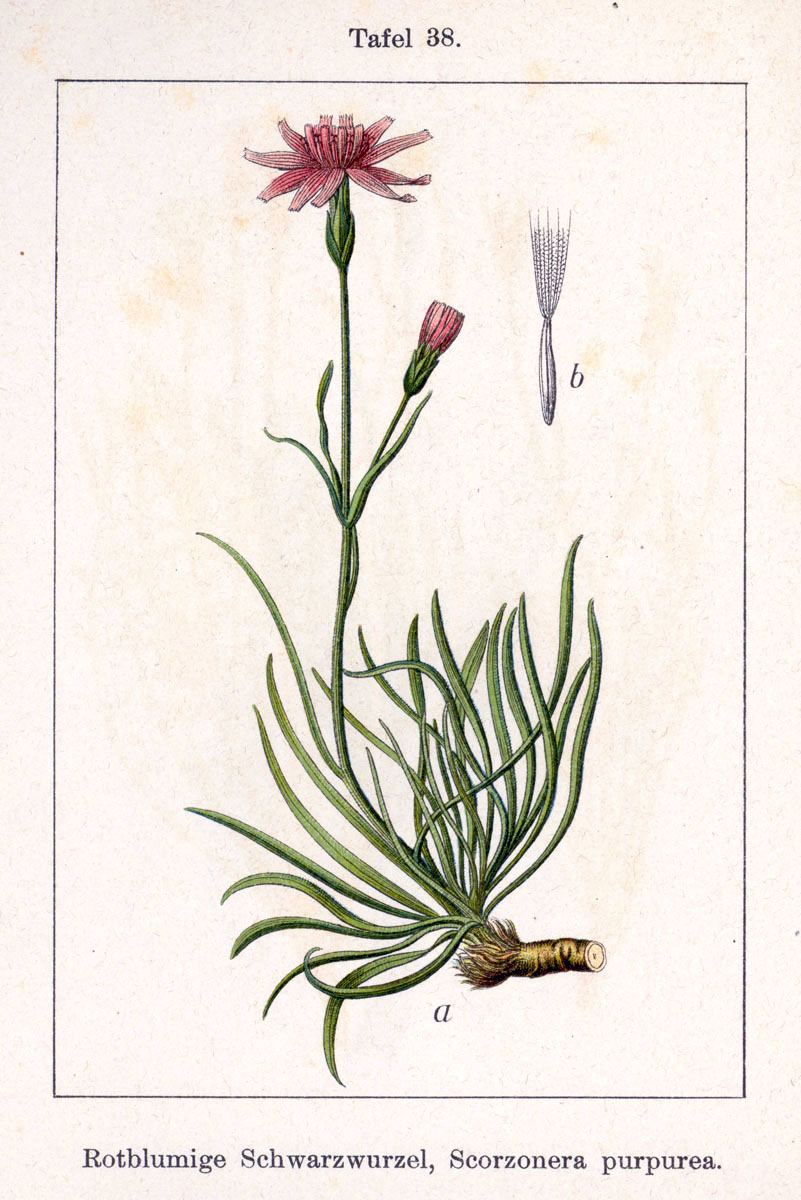
ілюстрація